# Gran Premio di Monaco 2012
Il Gran Premio di Monaco 2012 è stata la sesta prova della stagione 2012 del campionato mondiale di Formula 1. Si è disputata domenica 27 maggio 2012 sul circuito di Monte Carlo. La gara è stata vinta da Mark Webber su Red Bull Racing-Renault, al suo ottavo successo in carriera. Webber ha preceduto sul traguardo Nico Rosberg su Mercedes e Fernando Alonso su Ferrari.

## Vigilia

### Sviluppi futuri
Bernie Ecclestone annuncia che tutte le dodici scuderie del mondiale hanno firmato la nuova versione del Patto della Concordia, che regola il funzionamento della Formula 1, e che varrà fino al 2020. La CVC Partners, che è la proprietaria dei diritti sul campionato, cede il 20% delle sue quote, in vista della prossima quotazione del campionato nella Borsa di Singapore. Nel frattempo il manager austriaco Peter Brabeck è nominato presidente della Formula 1.

### Aspetti tecnici
La Pirelli, fornitore unico degli pneumatici, annuncia per questo gran premio coperture di tipo morbido e super-morbido.
In seguito all'incidente di Sergio Pérez, nel corso delle qualifiche della precedente edizione del Gran Premio, vengono effettuate delle modifiche al tracciato. Viene riposizionata 14 metri più all'interno la protezione all'uscita dal Tunnel, luogo ove avvenne l'incidente. Inoltre è stato riassettato l'asfalto nel punto ove il pilota messicano perse il controllo della sua Sauber. Inoltre è stata allargata l'uscita della pit lane, e sono state sostituite, con materiali più moderni, alcune delle protezioni fatte prima con pneumatici, alla Santa Devota e alle Piscine. Le modifiche al tracciato sono state apprezzate da Michael Schumacher, che ha elogiato la pronta disponibilità degli organizzatori a ricercare una migliore sicurezza.
La FIA stabilisce sul rettilineo principale l'uso del DRS in gara, come nel 2011. Il dispositivo pertanto non può essere utilizzato sotto il Tunnel.
La Williams ripara per tempo il telaio della FW34 di Bruno Senna, che fu danneggiata dal grande incendio nel box della scuderia britannica al termine del vittorioso Gran Premio di Spagna.
Viene contestata sulla Red Bull RB8 la presenza di un foro sul fondo nella parte posteriore della monoposto.

### Aspetti sportivi
Michael Schumacher è penalizzato di cinque posizioni sulla griglia di partenza per aver causato l'incidente a Bruno Senna nel gran premio precedente.
Nigel Mansell, campione del mondo di Formula 1 nel 1992, viene nominato commissario aggiunto dalla FIA. È il suo terzo incarico dopo i Gran Premi di Gran Bretagna e Belgio nel 2011.
Il Lotus F1 Team festeggia i 500 Gran Premi della scuderia che, nel corso della stagioni, ha assunto i nomi di Toleman, Benetton, Renault e, da questa stagione, Lotus. La scuderia presenta una livrea speciale ispirata ad Angry Birds.
Romain Grosjean e Fernando Alonso indossano dei caschi celebrativi della gara. Jean-Éric Vergne indossa un casco ispirato a quello di Jean Alesi, impegnato nella 500 Miglia di Indianapolis. Kimi Räikkönen indossa invece una replica del casco di James Hunt.

## Prove

### Resoconto
Fernando Alonso ha fatto segnare il tempo migliore nella prima sessione di prove del giovedì. Il ferrarista ha preceduto Romain Grosjean su Lotus-Renault e Sergio Pérez della Sauber. Le prove sono state interrotte con nove minuti d'anticipo per la rottura del propulsore sulla Caterham di Heikki Kovalainen, avvenuta sotto il Tunnel, ciò che ha reso difficile la visibilità per i piloti. Michael Schumacher ha danneggiato l'ala anteriore sui cordoli, mentre Kimi Räikkönen è rimasto a lungo fermo per la necessità di sostituire lo sterzo, tanto da non far segnare tempi validi.
L'arrivo della pioggia ha caratterizzato la seconda sessione del giovedì. Il miglior tempo è stato fatto da Jenson Button nei primi minuti delle prove, col britannico che montava gomme super-soft. Si sono piazzati dietro al pilota della McLaren Romain Grosjean e Felipe Massa. La pioggia ha colpito il tracciato circa un quarto d'ora dall'inizio della sessione e nessun pilota è più stato in grado di far segnare tempi validi. L'intensità della precipitazione ha costretto i piloti a montare gomme intermedie.
Nico Rosberg della Mercedes fa segnare il tempo migliore nelle libere del sabato mattino, in cui precede Felipe Massa e Sebastian Vettel. La sessione è stata caratterizzata da due incidenti: Paul Di Resta, della Force India rompe l'alettone anteriore, dopo un errore al termine della curva del Tunnel; Pastor Maldonado arriva largo al Casinò, urta le barriere con la posteriore destra e sbatte al Mirabeau. Quest'ultimo incidente ha portato alla sospensione della qualifica a quattro minuti dal termine. Maldonado viene anche considerato colpevole per un contatto con Sergio Pérez: per tale ragione viene penalizzato di dieci posizioni sulla griglia di partenza. Nico Hülkenberg viene invece solo ammonito per una manovra scorretta sullo stesso Pérez.

### Risultati
Nella prima sessione del giovedì si è avuta questa situazione:
| Pos | Nº | Pilota          | Costruttore    | Tempo    | Gap    | Giri |
| --- | -- | --------------- | -------------- | -------- | ------ | ---- |
| 1   | 5  | Fernando Alonso | Ferrari        | 1'16"265 |        | 22   |
| 2   | 10 | Romain Grosjean | Lotus-Renault  | 1'16"630 | +0"365 | 17   |
| 3   | 15 | Sergio Pérez    | Sauber-Ferrari | 1'16"711 | +0"446 | 19   |

Nella seconda sessione del giovedì si è avuta questa situazione:
| Pos | Nº | Pilota          | Costruttore      | Tempo    | Gap    | Giri |
| --- | -- | --------------- | ---------------- | -------- | ------ | ---- |
| 1   | 3  | Jenson Button   | McLaren-Mercedes | 1'15"746 |        | 17   |
| 2   | 10 | Romain Grosjean | Lotus-Renault    | 1'16"138 | +0"392 | 19   |
| 3   | 6  | Felipe Massa    | Ferrari          | 1'16"602 | +0"856 | 21   |

Nella sessione del sabato mattina si è avuta questa situazione:
| Pos | Nº | Pilota           | Costruttore             | Tempo    | Gap    | Giri |
| --- | -- | ---------------- | ----------------------- | -------- | ------ | ---- |
| 1   | 8  | Nico Rosberg     | Mercedes                | 1'15"159 |        | 25   |
| 2   | 6  | Felipe Massa     | Ferrari                 | 1'15"197 | +0"038 | 21   |
| 3   | 1  | Sebastian Vettel | Red Bull Racing-Renault | 1'15"209 | +0"050 | 20   |

## Qualifiche

### Resoconto
Il messicano Sergio Pérez della Sauber sbatte all'inizio delle prove alle Piscine; una ruota si stacca dalla sua monoposto. Ciò costringe all'esposizione della bandiera rossa e all'interruzione della sessione. Nel prosieguo della Q1 anche l'altro pilota della Sauber, Kamui Kobayashi, sfiora le barriere alla Santa Devota, ma senza conseguenze. Il miglior tempo è di Nico Hülkenberg, ottenuto con le super-soft. Anche altri piloti delle scuderie più competitive sono costretti a montare le gomme più performanti tenere per evitare l'eliminazione, come Kimi Räikkönen e Sebastian Vettel. Vengono eliminati i sei piloti di Caterham, Marussia, HRT assieme a Pérez che non aveva fatto segnare tempi.
In Q2 tutti montano subito le gomme super-soft. Il migliore è, all'inizio, Nico Rosberg, battuto nel secondo tentativo da Felipe Massa. Kimi Räikkönen conquista l'accesso alla Q3 solo all'ultimo tentativo. Vengono eliminati i due piloti della Force India, i due della Toro Rosso, Kamui Kobayashi, Bruno Senna e Jenson Button.

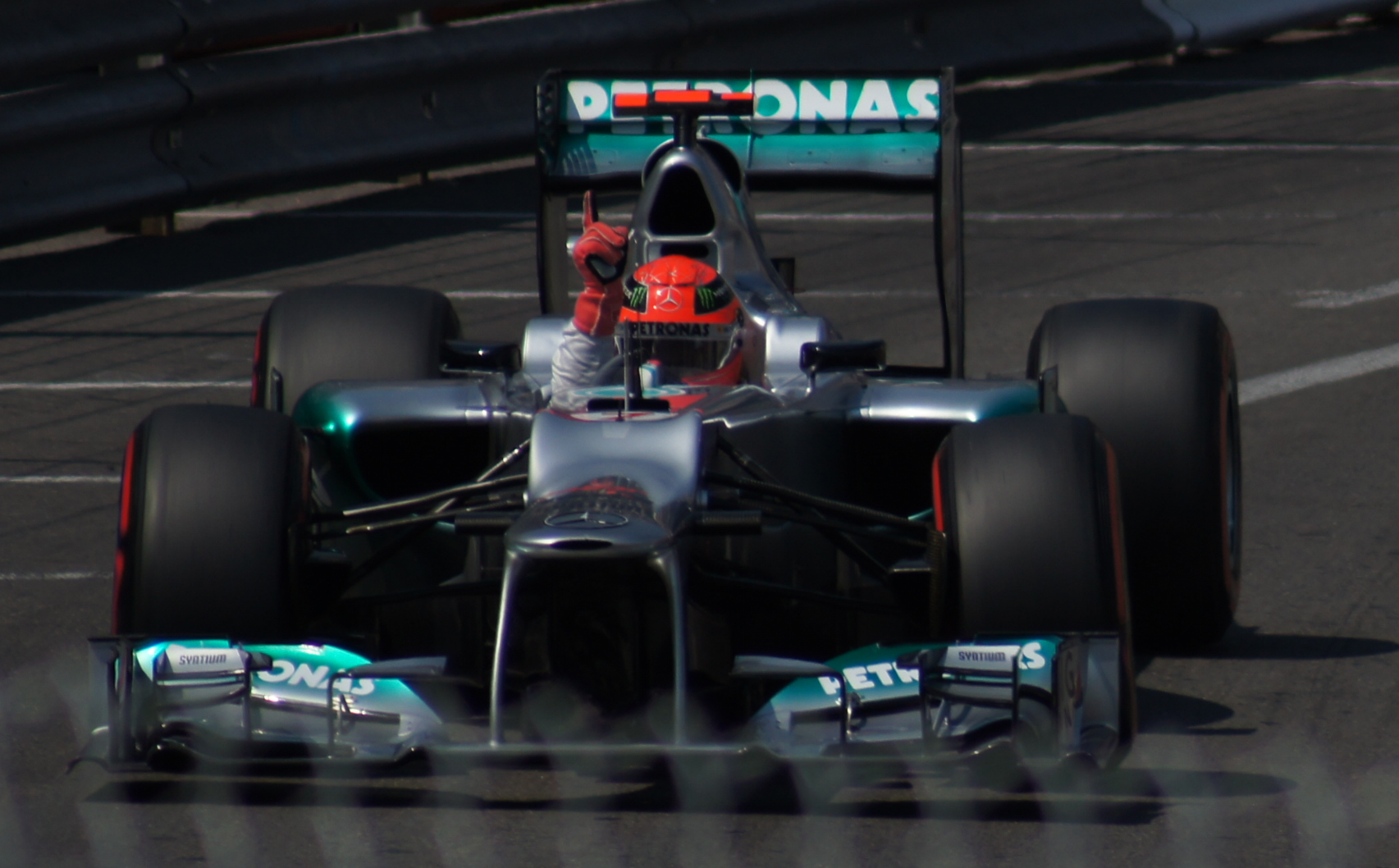
Michael Schumacher al termine delle qualifiche

Nella fase decisiva il primo ad andare in testa è Romain Grosjean, battuto in seguito da Rosberg. Nell'ultimo tentativo Mark Webber batte il tempo di Rosberg ma, a sua volta, l'australiano è battuto da Michael Schumacher. Per il tedesco la miglior prestazione non vale la pole, a causa della penalizzazione dovuta per l'incidente con Senna nel Gran Premio di Spagna. Per Webber è la pole numero dieci nel mondiale.

### Risultati
Nella sessione di qualifica si è avuta questa situazione:
| Pos                         | Nº | Pilota             | Costruttore             | Q1          | Q2       | Q3          | Griglia |
| --------------------------- | -- | ------------------ | ----------------------- | ----------- | -------- | ----------- | ------- |
| 1                           | 7  | Michael Schumacher | Mercedes                | 1'15"873    | 1'15"062 | 1'14"301    | 6       |
| 2                           | 2  | Mark Webber        | Red Bull Racing-Renault | 1'16"013    | 1'15"035 | 1'14"381    | 1       |
| 3                           | 8  | Nico Rosberg       | Mercedes                | 1'15"900    | 1'15"022 | 1'14"448    | 2       |
| 4                           | 4  | Lewis Hamilton     | McLaren-Mercedes        | 1'16"063    | 1'15"166 | 1'14"583    | 3       |
| 5                           | 10 | Romain Grosjean    | Lotus-Renault           | 1'15"718    | 1'15"219 | 1'14"639    | 4       |
| 6                           | 5  | Fernando Alonso    | Ferrari                 | 1'16"153    | 1'15"128 | 1'14"948    | 5       |
| 7                           | 6  | Felipe Massa       | Ferrari                 | 1'15"983    | 1'14"911 | 1'15"049    | 7       |
| 8                           | 9  | Kimi Räikkönen     | Lotus-Renault           | 1'15"889    | 1'15"322 | 1'15"199    | 8       |
| 9                           | 18 | Pastor Maldonado   | Williams-Renault        | 1'16"017    | 1'15"026 | 1'15"245    | 24      |
| 10                          | 1  | Sebastian Vettel   | Red Bull Racing-Renault | 1'15"757    | 1'15"234 | senza tempo | 9       |
| 11                          | 12 | Nico Hülkenberg    | Force India-Mercedes    | 1'15"418    | 1'15"421 | N.D.        | 10      |
| 12                          | 14 | Kamui Kobayashi    | Sauber-Ferrari          | 1'15"648    | 1'15"508 | N.D.        | 11      |
| 13                          | 3  | Jenson Button      | McLaren-Mercedes        | 1'16"399    | 1'15"536 | N.D.        | 12      |
| 14                          | 19 | Bruno Senna        | Williams-Renault        | 1'15"923    | 1'15"709 | N.D.        | 13      |
| 15                          | 11 | Paul di Resta      | Force India-Mercedes    | 1'16"062    | 1'15"718 | N.D.        | 14      |
| 16                          | 16 | Daniel Ricciardo   | STR-Ferrari             | 1'16"360    | 1'15"878 | N.D.        | 15      |
| 17                          | 17 | Jean-Éric Vergne   | STR-Ferrari             | 1'16"491    | 1'16"885 | N.D.        | 16      |
| 18                          | 20 | Heikki Kovalainen  | Caterham-Renault        | 1'16"538    | N.D.     | N.D.        | 17      |
| 19                          | 21 | Vitalij Petrov     | Caterham-Renault        | 1'17"404    | N.D.     | N.D.        | 18      |
| 20                          | 24 | Timo Glock         | Marussia-Cosworth       | 1'17"947    | N.D.     | N.D.        | 19      |
| 21                          | 22 | Pedro de la Rosa   | HRT-Cosworth            | 1'18"096    | N.D.     | N.D.        | 20      |
| 22                          | 25 | Charles Pic        | Marussia-Cosworth       | 1'18"476    | N.D.     | N.D.        | 21      |
| 23                          | 23 | Narain Karthikeyan | HRT-Cosworth            | 1'19"310    | N.D.     | N.D.        | 22      |
| Tempo limite 107%: 1'20"697 |    |                    |                         |             |          |             |         |
| 24                          | 15 | Sergio Pérez       | Sauber-Ferrari          | senza tempo | N.D.     | N.D.        | 23      |

Con i tempi in grassetto sono visualizzate le migliori prestazioni in Q1, Q2 e Q3.

## Gara

### Resoconto
Alla partenza tutti i piloti optano per gomme super-soft, tranne Sebastian Vettel e Jenson Button. Mark Webber prende al via il comando della gara, seguito da Nico Rosberg, Lewis Hamilton, Fernando Alonso, Felipe Massa e Sebastian Vettel. Romain Grosjean cerca di passare Alonso, stringendo però Michael Schumacher contro le barriere: le due vetture si toccano, Grosjean va in testacoda ed è costretto al ritiro. Anche altri piloti vengono coinvolti nell'incidente: sono costretti a fermarsi anche Pastor Maldonado e Pedro de la Rosa in quanto è danneggiato il suo alettone posteriore. Viene messa in pista la Safety car per quattro giri.
Alla ripresa della gara le posizioni rimangono consolidate. La pioggia viene indicata come imminente sul circuito, questo spinge le scuderie a far posticipare il più possibile il primo cambio gomme. Il primo ai box è Nico Rosberg, che rientra con gomme soft. Intanto Kimi Räikkönen, in crisi con gli pneumatici, crea un trenino con diverse vetture alle sue spalle. Al giro 29 vanno ai box Mark Webber e Lewis Hamilton. Quando, il giro dopo, Fernando Alonso va al cambio gomme, conquista una posizione sul britannico della McLaren. Ora in testa si trova Sebastian Vettel (che non ha ancora cambiato), seguito da Webber, Rosberg, Alonso, Hamilton e Massa. Al quarantesimo giro Sergio Pérez deve scontare un drive-through a causa di una scorrettezza ai danni di Räikkönen, compiuto al momento dell'entrata nei box.
Al giro 46 Vettel va al cambio gomme: rientra in pista quarto, riuscendo a passare Hamilton per pochi centimetri. Nonostante l'evidente difficoltà di sorpasso, la gara mantiene una certa suspense in quanto i primi sei piloti sono molto vicini. Al settantunesimo giro, Jenson Button attacca Heikki Kovalainen alle Piscine, finendo in testacoda e concludendo lì la sua gara. Poco dopo anche Perez tenta all'esterno alla staccata della St. Devote, ma Kovalainen resiste: i due si toccano, arrivano lunghi, ma riescono a proseguire, anche se l'ala anteriore della Caterham è danneggiata. Alla fine Perez riesce a sopravanzare Kovalainen che poi si ferma ai box per cambiare l'ala. Negli ultimi cinque giri, una leggera pioggia arriva sul tracciato tanto che Vergne monta gomme intermedie. Nessuno dei battistrada fa altrettanto: la classifica resta congelata con Mark Webber che precede sul traguardo Nico Rosberg e Fernando Alonso. Per Webber è l'ottavo successo della carriera ed è anche il sesto vincitore diverso nelle prime sei gare. Sergio Pérez conquista il suo primo giro veloce in carriera ed è il primo messicano a farlo dopo Pedro Rodríguez al Gran Premio di Francia 1968.

### Risultati
I risultati del gran premio sono i seguenti:
| Pos | Nº | Pilota             | Costruttore             | Giri | Tempo/Ritiro                | Griglia | Punti |
| --- | -- | ------------------ | ----------------------- | ---- | --------------------------- | ------- | ----- |
| 1   | 2  | Mark Webber        | Red Bull Racing-Renault | 78   | 1h46'06"557                 | 1       | 25    |
| 2   | 8  | Nico Rosberg       | Mercedes                | 78   | +0"643                      | 2       | 18    |
| 3   | 5  | Fernando Alonso    | Ferrari                 | 78   | +0"947                      | 5       | 15    |
| 4   | 1  | Sebastian Vettel   | Red Bull Racing-Renault | 78   | +1"343                      | 9       | 12    |
| 5   | 4  | Lewis Hamilton     | McLaren-Mercedes        | 78   | +4"101                      | 3       | 10    |
| 6   | 6  | Felipe Massa       | Ferrari                 | 78   | +6"195                      | 7       | 8     |
| 7   | 11 | Paul di Resta      | Force India-Mercedes    | 78   | +41"537                     | 14      | 6     |
| 8   | 12 | Nico Hülkenberg    | Force India-Mercedes    | 78   | +42"562                     | 10      | 4     |
| 9   | 9  | Kimi Räikkönen     | Lotus-Renault           | 78   | +44"036                     | 8       | 2     |
| 10  | 19 | Bruno Senna        | Williams-Renault        | 78   | +44"516                     | 13      | 1     |
| 11  | 15 | Sergio Pérez       | Sauber-Ferrari          | 77   | +1 giro                     | 23      |       |
| 12  | 17 | Jean-Éric Vergne   | STR-Ferrari             | 77   | +1 giro                     | 16      |       |
| 13  | 20 | Heikki Kovalainen  | Caterham-Renault        | 77   | +1 giro                     | 17      |       |
| 14  | 24 | Timo Glock         | Marussia-Cosworth       | 77   | +1 giro                     | 19      |       |
| 15  | 23 | Narain Karthikeyan | HRT-Cosworth            | 76   | +2 giri                     | 22      |       |
| 16  | 3  | Jenson Button      | McLaren-Mercedes        | 70   | Collisione con H.Kovalainen | 12      |       |
| Rit | 16 | Daniel Ricciardo   | STR-Ferrari             | 65   | Sterzo                      | 15      |       |
| Rit | 25 | Charles Pic        | Marussia-Cosworth       | 64   | Elettronica                 | 21      |       |
| Rit | 7  | Michael Schumacher | Mercedes                | 63   | Pressione carburante        | 6       |       |
| Rit | 21 | Vitalij Petrov     | Caterham-Renault        | 15   | Elettronica                 | 18      |       |
| Rit | 14 | Kamui Kobayashi    | Sauber-Ferrari          | 5    | Collisione con R.Grosjean   | 11      |       |
| Rit | 22 | Pedro de la Rosa   | HRT-Cosworth            | 0    | Incidente alla partenza     | 20      |       |
| Rit | 18 | Pastor Maldonado   | Williams-Renault        | 0    | Incidente alla partenza     | 24      |       |
| Rit | 10 | Romain Grosjean    | Lotus-Renault           | 0    | Incidente alla partenza     | 4       |       |

## Classifiche Mondiali

### Piloti
| Pos | Pilota             | Punti |
| --- | ------------------ | ----- |
| 1   | Fernando Alonso    | 76    |
| 2   | Sebastian Vettel   | 73    |
| 3   | Mark Webber        | 73    |
| 4   | Lewis Hamilton     | 63    |
| 5   | Nico Rosberg       | 59    |
| 6   | Kimi Räikkönen     | 51    |
| 7   | Jenson Button      | 45    |
| 8   | Romain Grosjean    | 35    |
| 9   | Pastor Maldonado   | 29    |
| 10  | Sergio Pérez       | 22    |
| 11  | Paul di Resta      | 21    |
| 12  | Kamui Kobayashi    | 19    |
| 13  | Bruno Senna        | 15    |
| 14  | Felipe Massa       | 10    |
| 15  | Nico Hülkenberg    | 7     |
| 16  | Jean-Éric Vergne   | 4     |
| 17  | Daniel Ricciardo   | 2     |
| 18  | Michael Schumacher | 2     |

### Costruttori
| Pos | Team                    | Punti |
| --- | ----------------------- | ----- |
| 1   | Red Bull Racing-Renault | 146   |
| 2   | McLaren-Mercedes        | 108   |
| 3   | Ferrari                 | 86    |
| 4   | Lotus-Renault           | 86    |
| 5   | Mercedes                | 61    |
| 6   | Williams-Renault        | 44    |
| 7   | Sauber-Ferrari          | 41    |
| 8   | Force India-Mercedes    | 28    |
| 9   | STR-Ferrari             | 6     |

## Decisioni della FIA
Al termine della gara, la FIA decide di non penalizzare l’incidente innescato alla partenza da Romain Grosjean.